# 浅見美鈴
浅見 美鈴（あさみ みすず、1983年5月21日 - ）は、埼玉県出身のレースクイーン、イベントコンパニオン。元フェイスネットワーク所属。
趣味はエレキギター、カクテル作り、ドライブ、ゴルフ。

## 主な活動

### レースクイーン
- 2005年：スーパー耐久「A light MAZOORAレースクイーン」
- 2006年：フォーミュラ・ニッポン「mobilecast TEAM IMPUL」
- 2008年：SUPER GT「TOYOTA TEAM TOM'S バンテリンレースクイーン」

### イベントコンパニオン
- 2005年：東京オートサロンTOYOTAブース
- 2007年：東京オートサロン・大阪オートメッセ「SUBARUフォトジェニック」
- 2007年：東京モーターショーTOYO TIRESブース
- 2008年：東京オートサロンHONDAブース
- 2009年：東京オートサロンavexキャンペーンガール

※この他東京ゲームショウ、東京モーターサイクルショー、名古屋モーターショーなどにも出演している。